# Malachin
Malachin (kaszub. Malachënò, niem. Melchingen) – wieś borowiacka w Polsce, położona w województwie pomorskim, w powiecie chojnickim, w gminie Czersk.
| SIMC    | Nazwa                    | Rodzaj    |
| ------- | ------------------------ | --------- |
| 0083138 | Cis                      | część wsi |
| 0083144 | Wybudowanie pod Kosobudy | część wsi |

Oprócz ww części wsi nieoficjalnymi przysiółkami wsi są Cegielnia i Badzianko (brak SIMC).
W latach 1975–1998 miejscowość administracyjnie należała do województwa bydgoskiego.